# Могошешть (Марамуреш)
Могошешть, Могошешті (рум. Mogoșești) — село у повіті Марамуреш в Румунії. Входить до складу комуни Сатулунг.
Село розташоване на відстані 407 км на північний захід від Бухареста, 16 км на південний захід від Бая-Маре, 91 км на північ від Клуж-Напоки.

## Населення
За даними перепису населення 2002 року у селі проживали 756 осіб.
Національний склад населення села:
| Національність | Кількість осіб | Відсоток |
| -------------- | -------------- | -------- |
| румуни         | 643            | 85,1%    |
| цигани         | 100            | 13,2%    |
| угорці         | 13             | 1,7%     |

Рідною мовою назвали:
| Мова      | Кількість осіб | Відсоток |
| --------- | -------------- | -------- |
| румунська | 676            | 89,4%    |
| циганська | 67             | 8,9%     |
| угорська  | 13             | 1,7%     |